# Sant Amanç de Pedrós
Sant Amanç de Pedrós és una església a prop del mas Pedrós al terme municipal de Santa Maria de Merlès (Berguedà) inclosa a l'Inventari del Patrimoni Arquitectònic de Catalunya. L'església de Sant Amanç de Pedrós està documentada des de l'any 982. En un principi es constituí com a parròquia però les seves funcions les perdé després de l'any 1154. En un primer moment, segurament passà a ser sufragània de Sant Miquel de Terradelles, però l'any 1686, aquestes dues esglésies apareixen com a sufragànies de Santa Maria de Gaià. Finalment, l'any 1878, Sant Amanç es vinculà a la nova parròquia de Sant Pau de Pinós. El lloc de Pedrós, derivat de "Pedrosio" o lloc de pietat, formava part del terme del castell d'Oristà al segle x. Al segle xvi se separà d'aquell terme i passà a formar una quadra o terme autònom. L'actual església és una reconstrucció del segle xii, bastida sobre la primera església, del segle x.
És una construcció d'una sola nau, coberta amb volta de canó seguit i un absis semicircular a llevant de dimensions considerables. L'absis està cobert amb un quart d'esfera. Els murs interiors de l'església descansen sobre arcs formers de mig punt. L'església no té cap tipus d'ornamentació, només una finestra de doble esqueixada d'arc de mig punt adovellat i rebaixat, que s'obre al mur de migjorn, a prop de la porta, també adovellada d'arc de mig punt, molt simple. A ponent s'obre un rosetó i, per sobre, un campanar d'espadanya de dues obertures que actualment està força desfigurat.